# Rafael Upiñalo
Rafael Upiñalo (ur. 1928 w Bacie, zm. 23 marca 1978 w Malabo) – nauczyciel, aktywista polityczny i związkowiec z Gwinei Równikowej.

## Życiorys
Należał do grupy etnicznej Ndowé. Urodził się w Bacie, w kontynentalnej części ówczesnej Gwinei Hiszpańskiej. Jego ojczym, mechanik pracujący dla administracji kolonialnej, miał znaczny wpływ na jego edukację. Przyjęty do Escuela Superior Indígena w Santa Isabel (dzisiejsze Malabo), ukończył ją w 1948 z dyplomem z zakresu szkolnictwa wyższego. W 1949 zatrudniony w administracji kolonialnej, pracował jako nauczyciel w szkole podstawowej. Wcześnie zaangażował się w działalność związków zawodowych, stając się jednym z pionierów ruchu związkowego w Gwinei. Jego aktywność spotkała się z ostrą reakcją władz, kosztowała go choćby przymusowe przeniesienie do pracy w jednym z odległych dystryktów szkolnych na wyspie Fernando Poo. Tam też utworzył Movimiento, ruch polityczny opowiadający się dążeniem do niepodległości Gwinei.
Na fali częściowej odwilży politycznej z lat 60. Upiñalo powrócił do kontynentalnej części Gwinei. Podjął pracę w Grupo Escolar Generalísimo Franco w Bacie. Na krótko wszakże. Już w 1962 przeniósł się do Santa Isabel, również pracując jako nauczyciel.
W 1969, zatem już w niepodległej Gwinei Równikowej, mianowany dyrektorem stołecznej Escuela Superior Martin Luther King (ESMLK). Wkrótce potem padł ofiarą pogarszającej się sytuacji politycznej w kraju. Prezydent Francisco Macías Nguema rozpoczął czystki etniczne skierowane przeciwko Bubim oraz Ndowé. Upiñalo stał się jednym z liderów pokojowych protestów przeciwko polityce rządu. Macías Nguema odebrał mu w konsekwencji wynagrodzenie, zobowiązując jednocześnie do dalszej pracy. Przez pewien czas Upiñalo zarabiał na życie jako rybak.
Uznawany za jedną z najważniejszych postaci opozycji wobec rządów Macíasa Nguemy, Upiñalo został ostatecznie aresztowany w 1976. Osadzony w stołecznym więzieniu Playa Negra, został zamordowany.